# Osiem milimetrów 2
8 milimetrów 2 (tytuł oryg. 8mm 2) to amerykański film fabularny (thriller) w reżyserii J.S. Cardone'a, a także sequel filmu z 1999 roku, w którym grał Nicolas Cage, aczkolwiek nie ma on żadnych powiązań z poprzednikiem. Film został wydany w 2005 roku, a główne role grają w nim Johnathon Schaech i Lori Heuring.

## Zdjęcia
Zdjęcia realizowane były na terenie Węgier (Budapeszt).